# 马关茶
马关茶（学名：Camellia makuanica）是山茶科山茶属的植物。分布在中国大陆的云南等地，生长于海拔1,720米的地区，一般生长在山地疏林，目前尚未由人工引种栽培。